# Umbanda
Umbanda é uma religião afro-brasileira que sintetiza o culto aos Orixás e aos demais elementos das religiões africanas, em especial Iorubá e bantu com indígenas e cristãs, porém sem ser definida por eles.
Estruturada como religião no início do século XX em São Gonçalo, Rio de Janeiro, a partir do sincretismo entre candomblé, o catolicismo e o espiritismo que já se vinha operando ao longo do final do século XIX em quase todo o Brasil. É considerada uma "religião brasileira por excelência" caracterizada pela síntese entre a tradição dos orixás africanos, os santos católicos e os espíritos tradicionais de origem indígena. Atualmente, os seus adeptos também são considerados enquanto povos e comunidades tradicionais de matrizes africanas. 
O dia 15 de novembro é considerado a data do surgimento da Umbanda como religião organizada, e foi oficializado no Brasil em 18 de maio de 2012 pela Lei 12.644. Em 8 de novembro de 2016, após estudos do Instituto Rio Patrimônio da Humanidade (IRPH), a umbanda foi incluída na lista de patrimônios imateriais do Rio de Janeiro por meio de decreto.

## Etimologia
"Umbanda" ou "Embanda" são oriundos da língua quimbunda de Angola, significando "magia", "arte de curar". Há também a suposição de uma origem em um mantra na língua adâmica cujo significado seria "conjunto das leis divinas" ou "deus ao nosso lado".
Também era conhecida a palavra "mbanda" significando “a arte de curar” ou “o culto pelo qual o sacerdote curava”, sendo que "mbanda" quer dizer “o Além, onde moram os espíritos”.
Já as vertentes caracterizadas pela negação de alguns elementos africanos, como a Umbanda Branca, declarou após o I Congresso do Espiritismo de Umbanda de 1941 que "Umbanda" vinha das palavras do sânscrito aum e bhanda, termos que foram traduzidos como "o limite no ilimitado", "Princípio divino, luz radiante, a fonte da vida eterna, evolução constante".

## História

### Antecedentes
A formação da Umbanda está profundamente vinculada às dinâmicas históricas e sociais que marcaram o período colonial e pós-colonial no território hoje denominado Brasil. Antes de sua formalização no início do século XX, práticas espirituais de matriz africana, indígenas e europeias se desenvolveram e interagiram em um ambiente de sincretismo religioso, resistindo às opressões e aos processos de aculturação impostos pelas estruturas de poder vigentes.
A seguir, serão explorados dois dos principais antecedentes históricos e culturais que contribuíram para a formação da Umbanda: o Calundu, representando as práticas de origem africana que influenciaram o território brasileiro desde o período colonial, e a Cabula, prática de cunho espiritual que se desenvolveu especialmente no contexto das comunidades afrodescendentes e que apresenta traços em comum com os primeiros ritos umbandistas.

#### Século XVII - Calundu

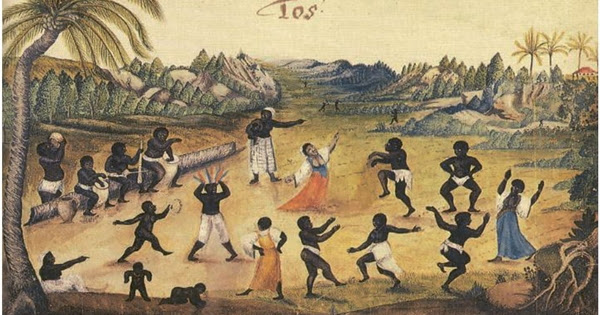
Pintura de Zacharias Wagener (ca. 1634 - 1641) retratando um Calundu em Pernambuco

As primeiras comunidades religiosas afro-brasileiras que se têm documentadas surgiram ainda no século XVII. É provável que a mais antiga documentação de práticas rituais africanas no Brasil seja uma pintura de Zacharias Wagener datada, no mais tardar, de 1641. Praticadas majoritariamente por escravizados, formando comunidades religiosas e práticas de culto ficaram conhecidas como Calundu. Os Calundus surgiram a partir das chamadas rodas de batuques, onde os escravizados dançavam, tocavam atabaques em seus momentos de folga ao redor das senzalas. Eram ostensivamente perseguidos pelas autoridades civis e colonizadores portugueses. Existia no Calundu o sincretismo entre as crenças africanas, com Pajelança indígena e Catolicismo.
Um documento da Inquisição Portuguesa de 1646 demonstra a presença de um sacerdote de Angola atuando na Capitania da Bahia de Todos os Santos, chamado Domingos Umbata, e descreve uma Gira de Inquice numa sessão de Calundu:  "[...] Com uma tigela grande cheia de água, com muitas folhas e uma cascavel, um dente de onça, viu a testemunha algumas negras que se estavam lavando naquela tigela para abrandar as condições de suas senhoras” e outra noite foi à sua casa, pela meia noite ver “uma grande bula e matinada com muita gente e ele só falava língua que ele (o denunciante) não entende”. Na tigela com água punha também carimã, com a qual fazia uma cruz e círculo à volta, depois botava-lhe uns pós por cima e a mexia com uma faca e ficava fazendo como se estivera ao fogo e inclinando-se sobre a tigela, falava com ela, olhando de revés para as negras presentes em sua língua [...]"

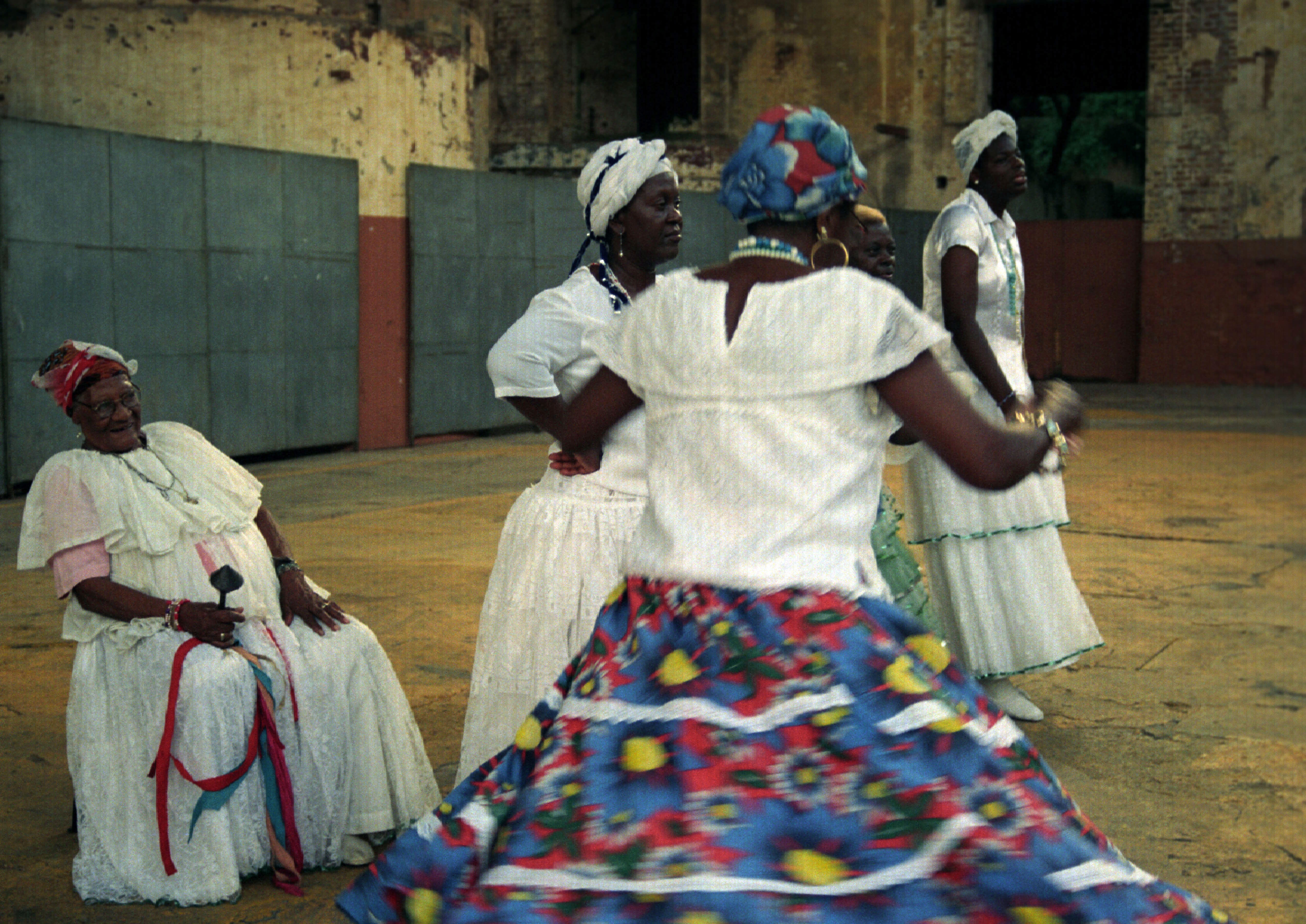
Rito africano na tradição do Candomblé

O Calundu vai se dividir em duas vertentes importantes: a Cabula e o Candomblé Bantu ou Angola. A Cabula sincretizava as crenças africanas do Calundu com o catolicismo, pajelança indígena — sincretismo já existente no Calundu — e espiritismo kardecista. Com o crescimento do número de escravizados vindos de diversos lugares, o Calundu passa a ser cultuado de forma mais elaborada, dando início ao Candomblé, que manteve o ritualismo Bantu, com uma fraca sincretização com Catolicismo.
Com a chegada dos povos Iorubás, quetos, Oiós, Ijexá, Ijebu Odé, Ibadan, Egbás e Jejes que desejavam preservar com mais intensidade os elementos ritualísticos africanos de seus territórios de origem, — mas sem deixarem de utilizar o sincretismo católico como forma de se livrarem das perseguições feitas pelos colonizadores e pelas elites dominantes, — surgem as demais linhas do candomblé, como o Candomblé-Ketu e o Candomblé-Jeje. Com o tempo, os templos de cabula e banto que não aderiram aos sincretismos e às influências jejê-nagô existentes na sua versão fluminense, passam a dar origem aos terreiros de Umbanda Angola e Almas e Umbanda Omolokô.

#### Século XVII a XIX - Cabula
Muitos estudiosos remontam as origens da Umbanda, de forma prática, aos rituais dos antigos centros de Cabula, conhecidos popularmente como "Macumba" já existentes desde o século XVIII. Populares no Rio de Janeiro, Minas Gerais, Espírito Santo, São Paulo e Bahia, muitos terreiros de Cabula já sincretizavam rituais africanos com catolicismo e crenças indígenas. Daí, Zélio Fernandino de Morais adapta rituais desses terreiros sob uma roupagem espírita kardecista, dando surgimento a Umbanda como religião organizada, que depois se conhece por Umbanda branca e demanda. Os terreiros das zonas rurais e periferias urbanas conhecidos como Macumba Popular, e ainda hoje como Umbanda Popular, descendem dos terreiros de Cabula que não foram absorvidos pelo espiritismo de Zélio. Alguns ritos umbandistas como Omolocô, Almas e Angola também surgiram a partir desses terreiros de Cabula, mas absorvendo mais influências do Candomblé. A Cabula se dividiu em dois grupos principais:
1. Cabula Bantu: surgiu em meados do século XIX, em Minas Gerais e na Bahia e é descendente direta do Calundu praticado pelos escravizados.[17] Espalhou-se pelos estados do Rio de Janeiro e Espírito Santo, onde sofreu perseguição das elites cristãs até os dias de hoje.[17] A Cabula Bantu sincretizava o Calundu, a religião Bantu, com elementos do catolicismo, crenças indígenas e, já nas últimas décadas do século XIX, espiritismo.[17]
2. Macumba Popular: surgiu no final do século XIX, no Rio de Janeiro e espalhou-se rapidamente em São Paulo e Espírito Santo.[17][24] Essa Macumba Popular do Rio diferenciava-se da Cabula Bantu de Minas e Bahia pela influências do ritualismo e práticas jejê-nagô e do esoterismo europeu através de publicações como O Livro de São Cipriano da Capa Preta.[17] Tanto no Rio de Janeiro, como em São Paulo e no Espírito Santo, a Macumba agregava em si elementos religiosos dos mais variados tipos e origens como as crenças já populares no Brasil, as luso-brasileiras, as árabes, as francesas, as ciganas, as hebraicas e tantas outras oriundas de várias partes do mundo.[17] A Macumba era altamente sincrética ao agregar em si diversas concepções religiosas e diversidade ritualística nos terreiros.[17]

Por conta de seu sincretismo, esta Macumba Popular era frequentada por parte da elite como também pelas classes menos favorecidas e pessoas de diversas religiões e origens. O jornalista João do Rio falará a respeito disso: "A mistura na Macumba não estava presente somente nos mitos, ritos e doutrinas, mas também, estava no campo social que era totalmente heterogêneo. Frequentavam seus cultos pessoas de diversos níveis da sociedade, misturando-se no mesmo espaço, grandes empresários, altos funcionários do governo, delegados e policiais, com simples operários, favelados, ladrões, bandidos, assassinos, malandros gigolôs e homossexuais. Senhoras e moças brancas da alta sociedade com as domésticas pretas e as prostitutas." Desta Macumba se dividirão dois grupos principais: um atrelado ao espiritismo kardecista, que irá abolir alguns elementos bantu e iorubás, como o sacrifício de animais e o uso de atabaques, dando origem à Umbanda branca e demanda, de Zélio; e outro, a Umbanda Popular, que continuou seu curso normal, mas relegado à marginalidade pela classe média e alta.

### Zélio Fernandino e o anúncio da Umbanda

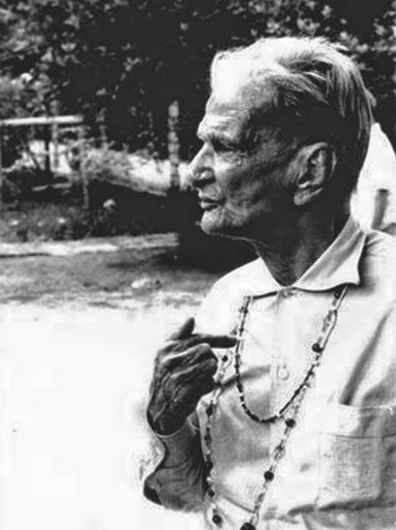
Zélio Fernandino de Moraes

Por volta de 1907/1908 (15 de novembro de 1908) (as fontes divergem quanto à data precisa), um jovem chamado Zélio Fernandino de Morais, prestes a ingressar na Marinha, passou a apresentar comportamento estranho que a família chamou de "ataques". O jovem tinha a postura de um velho dizendo coisas incompreensíveis, em outros momentos se comportava como um felino. Após ter sido examinado por um médico, esse aconselhou a família a levá-lo a um padre, mas Zélio foi levado a um centro espírita. Assim, no dia 15 de novembro, Zélio foi convidado a se sentar à mesa da sessão na Federação Espírita de Niterói, presidida na época por José de Souza.
Incorporou um espírito, levantou-se durante a sessão e foi até ao jardim para buscar uma flor e colocá-la no centro da mesa, contrariando a regra de não poder abandonar a mesa uma vez iniciada a sessão. Em seguida, Zélio incorporou espíritos que se apresentavam como negros escravizados e índios. O diretor dos trabalhos alertou os espíritos sobre seu atraso espiritual, convidando-os a sair da sessão quando uma força tomou conta de Zélio e disse:

Por que repelem a presença desses espíritos, se nem sequer se dignaram a ouvir suas mensagens? Será por causa de suas origens sociais e da cor?— Caboclo das Sete Encruzilhadas
Ao ser indagado por um médium ele respondeu:

Se querem um nome, que seja este: sou o Caboclo das Sete Encruzilhadas, porque para mim não haverá caminhos fechados. O que você vê em mim são restos de uma existência anterior. Fui padre e o meu nome era Gabriel Malagrida. Acusado de bruxaria, fui sacrificado na fogueira da Inquisição em Lisboa, no ano de 1761. Mas em minha última existência física, Deus concedeu-me o privilégio de nascer como Caboclo brasileiro.— Caboclo das Sete Encruzilhadas
A respeito de sua missão, assim anunciou:

Se julgam atrasados esses espíritos dos negros e dos índios, devo dizer que amanhã estarei na casa deste aparelho para dar início a um culto em que esses negros e esses índios poderão dar a sua mensagem e assim, cumprir a missão que o plano espiritual lhes confiou. Será uma religião que falará aos humildes, simbolizando a igualdade que deve existir entre todos os irmãos, encarnados e desencarnados. E se querem o meu nome, que seja este: Caboclo das Sete Encruzilhadas, porque não haverá caminho fechado para mim.— Caboclo das Sete Encruzilhadas
No dia seguinte, na residência da família de Zélio, na Rua Floriano Peixoto, nº. 30, no bairro Neves, reuniram-se os membros da Federação Espírita de Niterói, visando comprovar a veracidade do que havia sido declarado pelo jovem. Novamente incorporou o Caboclo das Sete Encruzilhadas, que declarou que os velhos espíritos de negros escravizados e índios de nossa terra poderiam trabalhar em auxílio do seus irmãos encarnados, não importando a cor, raça ou posição social. Assim, neste dia se fundou o primeiro terreiro de umbanda chamado de Tenda Espírita Nossa Senhora da Piedade.
O espírito estabeleceu normas como a prática de caridade, cuja base se fundamentaria no Evangelho de Cristo e seu nome "allabanda", substituído por "aumbanda", e posteriormente se popularizando como "umbanda".

### Período intermediário: tentativas de unificação e rupturas na Umbanda
No ano de 1918, fundaram-se sete tendas para a propagação da Umbanda: Tenda Espírita Nossa Senhora da Guia, Tenda Espírita Nossa Senhora da Conceição, Tenda Espírita Santa Bárbara, Tenda Espírita São Pedro, Tenda Espírita Oxalá, Tenda Espírita São Jorge e Tenda Espírita São Gerônimo. Até a morte de Zélio, em 1975, mais de 10 mil templos foram fundados além desses iniciais. Em 1939, na tentativa de uma unificação, foi criada a União Espírita de Umbanda do Brasil. A partir desse momento, somente as práticas que seguiam os fundamentos propostos pelo Caboclo das Sete Encruzilhadas incorporado em Zélio passaram a ser consideradas como Umbandistas pela ramificação branca e espiritista.

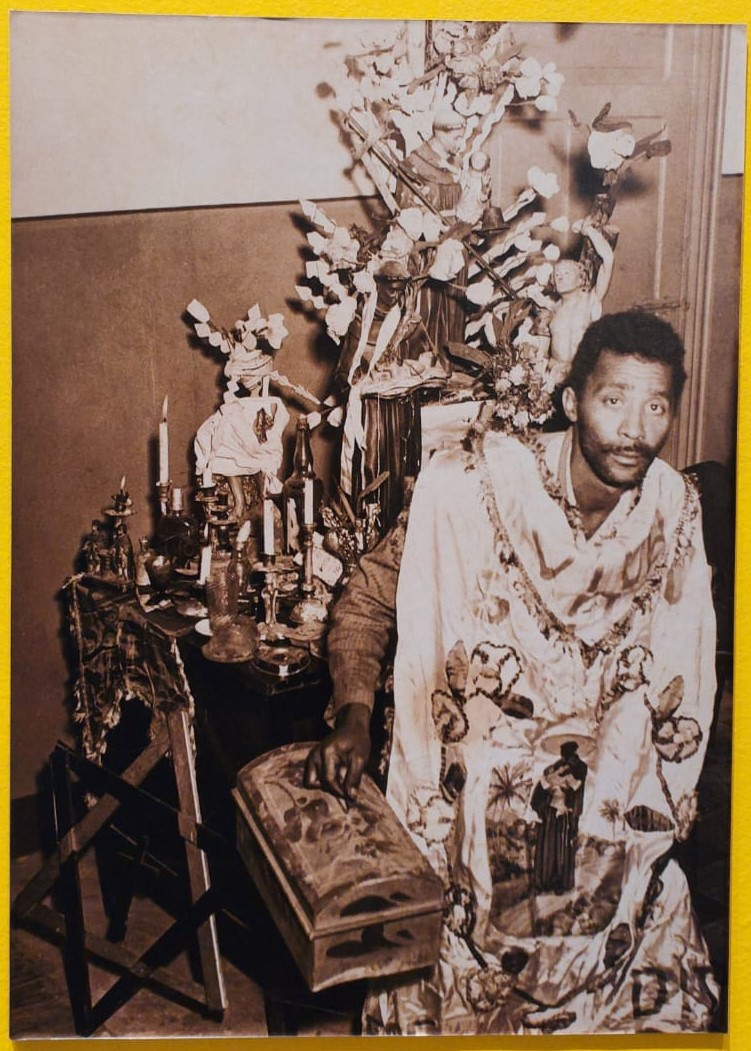
Retrato do umbandista Raimundo Alves dos Santos com seu altar em 1949. Item do acervo do Arquivo Público do Estado de São Paulo (APESP).

Em 1940, o escritor Woodrow Wilson da Matta e Silva apresentou a Umbanda como ciência e filosofia, criando então a Escola Iniciática da Corrente Astral do Aumbhandan, a "Umbanda Esotérica" na Tenda Umbandista Oriental, em Itacuruçá, no Rio de Janeiro. Em 1941 a UEUB organizou sua primeira conferência, o I Congresso Brasileiro de Espiritismo de Umbanda como forma de tentar definir e codificar a Umbanda como uma religião em direito próprio e como uma religião que unisse todas as religiões, raças e nacionalidades. A conferência também promoveu uma dissociação das tradições afro-brasileira. Os participantes concordaram em fazer uso das obras de Allan Kardec como fundação doutrinária da Umbanda, ao mesmo tempo que se dissociavam das outras tradições religiosas afro-brasileiras. Ainda assim, os espíritos fundadores da Umbanda, os Caboclos e os Preto Velhos ainda foram mantidos como espíritos altamente evoluídos.
Em termos gerais, os participantes do Congresso concentraram-se em remover as raízes africanas e afro-brasileiras da Umbanda. Para tanto, usaram como artifícios mesmo teorias científicas ultrapassadas, como a do continente submerso de Lemúria, por onde a Umbanda teria cruzado ao sair do seu berço hipotético, o Oriente, em direção à África, onde se teria degenerado em fetichismo, em cuja forma foi trazida ao Brasil pelos escravizados. A influência africana na Umbanda não foi de todo rejeitada, haja vista a manutenção dos Pretos-Velhos e Caboclos. Mas foi uma assimilação gritantemente racista, com a percepção de corrupção da tradição religiosa original, como uma fase de retrocesso evolutivo em que a Umbanda teria sido exposta ao barbarismo na forma de costumes vulgares e praticada por pessoas com "costumes rudes e defeitos psicológicos e étnicos". No limite, o caráter Africano da Umbanda era aceito na compreensão de ter-se originado no Egito, sendo então da parte mais "civilizada" do continente.
O rastreio das raízes "genuínas" da Umbanda até ao Oriente, juntamente com a rejeição das raízes africanas, foi refletida na invenção de nova definição do termo "Umbanda", que é comprovadamente derivado do idioma Banto. Declarou-se que "Umbanda" vinha das palavras do sânscrito aum e bhanda, termos que foram traduzidos como "o limite no ilimitado", "Princípio divino, luz radiante, a fonte da vida eterna, evolução constante".. A partir da década de 1950, os setores mais humildes da população umbandista composta por negros e mulatos começaram a contestar o distanciamento da Umbanda das práticas africanas. A "umbanda branca" se opunha à tendência de recuperar os valores africanos presentes na religiosidade popular.
O segundo congresso ocorreu em 1961 evidenciando o crescimento da vertente branca da religião, que teve sua imagem reconstruída pela imprensa. Milhares de devotos compareceram ao Maracanãzinho com representantes de vários estados e a presença de políticos municipais e estaduais. O jornal O Estado de S. Paulo noticiou a realização do congresso no Rio de Janeiro afirmando que a "preocupação central do Congresso parece ser a elaboração de um código que orientará a feitura de uma Carta Sinódica da Umbanda". No mesmo ano, o jornal Diário de S. Paulo publicou uma grande reportagem com o título "Saravá meu Pai Xangô, Saravá Mamãe Oxum", onde o jornalista descreve uma "sessão assistida pelos repórteres a convite do deputado gaúcho Moab Caldas".
Em 1950, em resposta às perseguições que os terreiros sofriam por parte das autoridades civis bem como em resposta ao projeto de "embranquecimento" da Umbanda pregada pela União Espírita de Umbanda do Brasil, o pai de santo Tancredo da Silva Pinto liderou o movimento que deu origem à Federação Umbandista de Cultos Afro-Brasileiros. A federação visava organizar e dar maior representatividade aos terreiros que sofriam preconceito por conta de seus ritos afro-brasileiros. A federação, que nasceu no Rio de Janeiro, promoveu várias ações e eventos religiosos bem como se expandiu para os estados de Minas Gerais, São Paulo, Rio Grande do Sul e Pernambuco. Defensora tenaz das origens africanas da Umbanda em contraposição ao grupo que pregava uma Umbanda com forte ênfase no kardecismo.
Mesmo após as tentativas de unificação, nas décadas de 40, 50 e 60 ainda existiam inúmeros terreiros no Rio de Janeiro não vinculados à União Espírita de Umbanda do Brasil, principalmente por discordarem das normativas propostas pela federação e por serem consideradas atividades isoladas. Também não eram vinculadas à Federação Umbandista de Cultos Afro-Brasileiros. Esses terreiros realizavam práticas ritualistas sob a denominação de Umbanda, por exemplo a Tenda Espírita Fé, Esperança e Caridade e Pai Luiz D'Ângelo, praticante do segmento Umbanda de Almas e Angola.

### Consolidação popular, apagamento histórico e racismo
No terceiro congresso realizado em 1973 a Umbanda afirmou-se em definitivo como uma religião expressiva no campo das atividades assistenciais. Além dos centros onde ocorriam as atividades espirituais, a religião contava com escolas, creches, ambulatórios etc. articuladas em torno da missão de promover a caridade e a ajuda.
Assim, a Umbanda teve seu auge ao ser declarada como religião de muitas personalidades como os cantores Clara Nunes, Dorival Caymmi, Vinícius de Moraes, Baden Powell, Bezerra da Silva, Raul Seixas, Martinho da Vila entre outros, e a opinião pública tornou-se mais favorável após a década 1980, porém essa aceitação mais aberta restringia e restringe-se às vertentes onde se operou um apagamento dos elementos negros em detrimento do sincretismo católico. Na década de 1990 a Umbanda e outras religiões de matrizes africanas foram alvo do crescente neopentecostalismo brasileiro. Em 2003, foi fundada a Faculdade de Teologia Umbandista (FTU), mantida pela Ordem Iniciática do Cruzeiro Divino fundada em 1970 por Francisco Rivas Neto, na Água Funda, São Paulo.
Apesar de a Umbanda ter sido anunciada como religião organizada por Zélio e seu guia espiritual Caboclo Sete Encruzilhadas, não foi a sua vertente que se tornou popular no Brasil. A umbanda se popularizou através de sua raiz africanista encontrada na cabula do Rio de Janeiro, também conhecida como macumba. Há muitos estudos e fontes documentais que mostram que a raiz da Umbanda precede ao anúncio de Zélio, e que o trabalho dele foi ter incorporado elementos das religiões afro-brasileiras a um ritual com características espíritas kardecistas.
Na Umbanda de Zélio, muitos elementos africanos como o uso de atabaques, a prática do sacrifício animal ritualístico, manifestações de exus e pombajiras e outros mais foram suprimidos. Tal processo foi chamado de "embranquecimento" da Umbanda, visto que tal prática tornava a Umbanda mais palatável aos costumes das classes alta e média do Rio, sofrendo estas vertentes menos preconceito da sociedade, ao contrário das que mantiveram mais elementos africanos. Os terreiros como da Umbanda Popular, do Ritual Almas e Angola, do Omolocô e da Umbanda Traçada, praticados por pessoas de classe baixa e situados nas comunidades, zonas rurais e favelas conservaram mais práticas africanas próximas da antiga Macumba e do Candomblé. Um dos grandes proponentes ao retorno da Umbanda às suas raízes africanas foi o, já citado, escritor e pai de santo Tancredo da Silva Pinto.

## Características

### Crenças e práticas

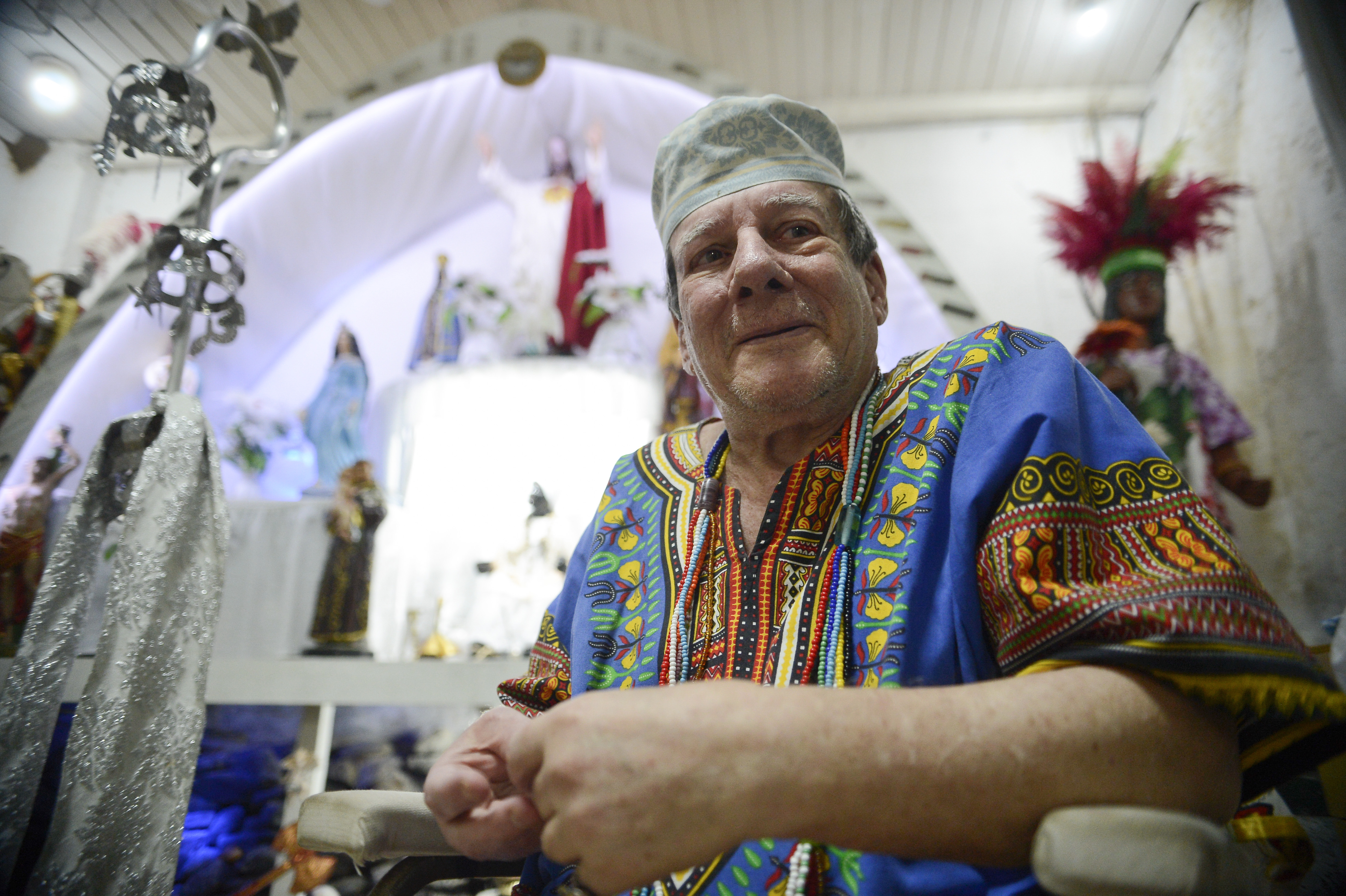
Pai Zezinho de Ogum, pai de santo do terreiro Tenda Espírita Vovó Maria Conga de Aruanda, a primeira instituição cadastrada no mapa de terreiros de umbanda do Rio de Janeiro

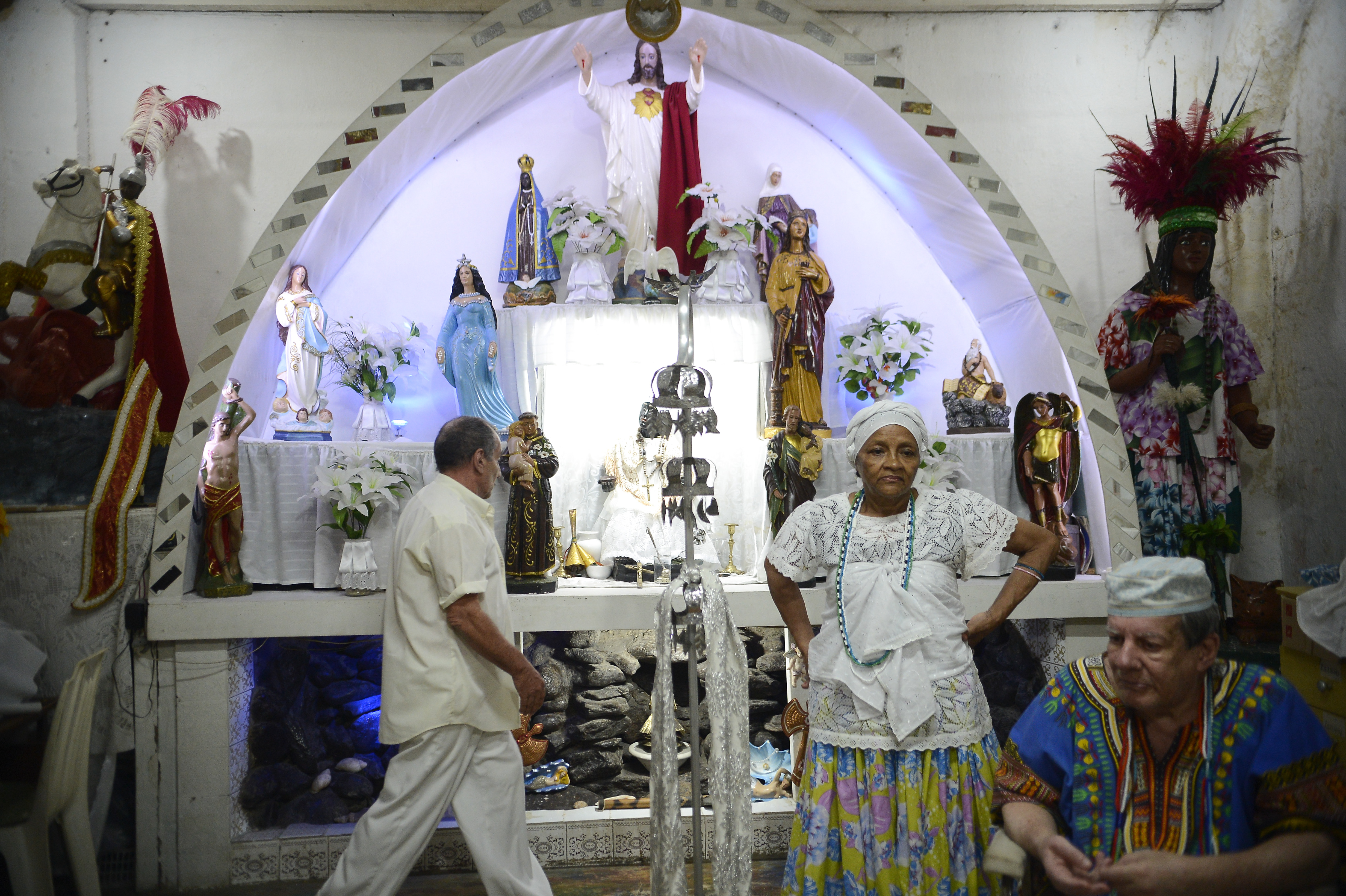
Tenda espírita Vovó Maria Conga de Aruanda, no Estácio, que foi a primeira instituição cadastrada no mapa de terreiros de umbanda da cidade do Rio de Janeiro

A Umbanda possui muitas vertentes com práticas diversas, nomeadas de diferentes formas, como Umbanda Nação, Umbandomblé, Umbanda Sagrada, Umbanda Omolocô, umbanda Crística, etc. Essas diferentes vertentes partilham o culto a entidades ancestrais e a espíritos associados a divindades diversas de cultos não só africanos, mas mesmo hindus, árabes, católicos, entre outros, a depender da vertente. Apesar, existem comuns a todas, sendo:
- Um deus único e onipresente, chamado pela tríade Olódùmarè, Olorum e Oxalá. Na Umbanda Angola é Zambi.[nota 1]
- Crença nos Orixás.
- Crença na existência de Guias ou entidades espirituais.
- Lei de causa e efeito pela qual os umbandistas pagam o bem recebido com o bem e o mal com a justiça divina.[64]

A Umbanda se fundamenta na obediência a ensinamentos básicos de valores humanos, como a fraternidade, a caridade, a não discriminação e a coletividade. Além desses preceitos, também há necessidade de práticas mediúnicas como servir de "aparelho" (o medium) para viabilizar a comunicação entre espíritos e Orixás com os seres humanos.
A antropóloga brasileira Patrícia Birman falará o seguinte a respeito da diversidade de crença dentro da Umbanda e a unidade doutrinária na diversidade:
Entre os terreiros são encontradas diferenças sensíveis no modo de praticar a religião. Tais diferenças, contudo, se dão num nível que não impede a existência de uma crença comum e de alguns princípios respeitados por todos. Há, pois, uma certa unidade na diversidade.
A diversidade se expressa nas várias e reconhecidas influências de outros credos na umbanda. Encontramos adeptos de umbanda que praticam a religião em combinação com o candomblé, com o catolicismo, que se dizem também espíritas, absorvendo os ensinamentos de Kardec e, entre estes, as variações continuam: centros que aceitam determinados princípios do candomblé e excluem outros, que se vinculam a uma tradição por muitos ignorada etc. Não há limites na capacidade umbandista de combinar, modificar, absorver práticas religiosas existentes dentro e fora desse campo fluido denominado "afro-brasileiro".
Fato é que os umbandistas desenvolveram formas próprias de lidar com essas características da sua religião. A segmentação, a dispersão, a multiplicidade se combinam de alguma maneira com a unidade, a doutrina, a hierarquia. Essas combinações estão claramente presentes nas formas como os religiosos elaboram a relação dos médiuns com os espíritos, mas formas pelas quais organizam a multiplicidade de santos num conjunto inteligível e como também conseguem, apesar da segmentação, reunir todos os fiéis numa mesma doutrina.

### Panteão
O panteão Umbandista é formado por seus Orixás e entidades de trabalho. Os espíritos (entidades) que trabalham na Umbanda são organizados em linhas e falanges (legiões). Cada linha está sob a direção de um Orixá ou alguma entidade africana ou indígena, enquanto os nomes e configurações exatas variam dentro da Umbanda. São na maioria compostos a partir de divisões étnicas, por exemplo, "Povo de Moçambique", "Legião de Tupi-Guarani". Em geral, os espíritos nos rituais da umbanda se enquadram nestas categorias:
1. Caboclos, espíritos indígenas, como o Sete Encruzilhadas.
2. Pretos-velhos, os espíritos de africanos escravizados.
3. Crianças.
4. Exus, mensageiros dos orixás; entidades mais próximas dos humanos, protegendo as suas estradas, caminhos.
5. Pombajiras, entidades da linha da esquerda com hierarquia própria.

Todas acima são chamadas "espíritos de luz", trabalhando exclusivamente propósitos considerados benignos. Na vertente da Umbanda Branca, extremamente sincretizada ao cristianismo, não se cultuam entidades como os Exus, que são considerados espíritos banidos. Tradicionalmente, ao contrário, as raízes africanas da cosmovisão Umbandista não adota a divisão maniqueísta entre bem e mal.

### Orixás
Os Orixás (Òrìṣà), na cultura iorubá, são divindades que podem ser masculinas, os Aborós (aborò), ou femininas, as Iabás (Iyagba). Etimologicamente, em tradução livre, Orixá significa "a divindade que habita a cabeça" (em iorubá, ori é cabeça e Xá é rei, divindade). Os orixás se relacionam com os elementos da natureza sendo interpretados como manifestações da mesma. A interpretação sobre o que significam os Orixás variará conforme a linha doutrinária, mesmo de terreiro para terreiro: Por exemplo, nas linhas mais sincretizadas com catolicismo, espiritismo e demais elementos brancos, Orixás são considerados como manifestações e qualidades de Deus, enquanto nas vertentes que mais conservaram as tradições e cosmovisão africanas eles são entidades próprias. Ainda, terreiros mais próximos do Espiritismo e Catolicismo, não cultuam os Orixás de forma direta, e muitos de maneira alguma cultuam os Exus. Terreiros com influência Gêge e Angola cultuam os voduns e inquices respectivamente. Pode ocorrer a mescla entre os tipos de divindades dependendo da tradição do terreiro. O sincretismo com os santos católicos varia principalmente de região para região, havendo duas grandes vertentes diferentes de dispersão, a da Bahia e a do Rio de Janeiro.
A grande maioria dos terreiros de Umbanda segue os orixás-iorubá de forma semelhante ao candomblé do Queto e sincretiza os orixás-iorubá com os santos católicos traçando as qualidades dos orixás e suas semelhanças com os santos.
Em sua diversidade, há terreiros com influência de cultos Mina-Gegê e Congo. Nos de influência Mina-Gegê, denominam os Orixás de Voduns, de forma semelhante do Candomblé Jeje. Nos de influência do rito Congo, semelhante ao Candomblé Angola, denominam os Orixás de Inquices. Variam-se os nomes dependendo da casa. O sincretismo católico parte da divisão de Orixás Iorubás. Apesar de vários Orixás na Nação Congo serem denominados de forma diferente, as entidades possuem o mesmo nome em algumas ocasiões, além de muitos ritos semelhantes.

### Ritos
Os rituais da Umbanda visam evocar os Orixás e ancestrais e toda sua hierarquia composta por Orixás menores, Guias e Protetores. Os rituais não têm forma ou modo definido, variando de casa para casa, subordinados à tradição seguida por cada Pai-de-santo e cada entidade protetora do terreiro. O local onde se dão as celebrações e o atendimento do público é geralmente uma casa denominada por Casa ou Tenda que contém um local apropriado para sessões, podendo ser um terreiro, aberto, ou um salão.
Alguns termos e rituais comumente mencionados:
- Giras, é como são chamadas as sessões onde se reúnem os espíritos de várias categorias, as giras podem ser festivas, de trabalho ou de treinamento.[75]
- Bater cabeça, é como é chamado o ato de prostração, a reverência dada ao chefe do terreiro, por exemplo.[76] O contexto desse gesto varia de terreiro para terreiro, sendo unânime que seja feito antes da defumação.[77]
- Defumação, é usada para purificar o ambiente, através do seu aroma desfaz-se no ambiente todo o negativo expulsando os espíritos trevosos.[78]
- Passe, é o gesto de imposição de mãos presente também no kardecismo[79]
- Pontos riscados são diagramas desenhados no chão como ângulos, retas, símbolos representativos, desenhos geométricos, pontos cardeais, etc representando a assinatura do Guia[80]
- Pontos cantados são as músicas e cantos entoados como forma de louvor ou invocação.[77]
- Ebó (do iorubá "Ẹbọ", oferta ou oferenda),[81] ou Oferenda, é a prática de dispor comida ritual e objetos específicos[77] nos templos ou locais ao ar livre, em dias e/ou para fins especiais, pedidos ou agradecimentos aos Guias e Orixás.[77] As vertentes com mais influência dos cultos africanos como a Umbanda de Nação se utiliza de ebós que são para finalidades próprias como reequilibrar aspectos da vida da pessoa[82]. Diferente da tradição africana,[83][84] as casas de Umbanda que seguem Zélio não se utilizam do sacrifício de animais.[58][85][86]
- Obrigação é um ritual onde se oferenda animais aos Orixás ou Exus. "Nesses rituais se oferece o axorô, ou seja, o sangue que simboliza o axé de vida". "A noção de obrigação não se restringe somente ao ritual de corte, mas trata também da relação permanente com o Orixá assentado, dos cuidados com a água nas quartinhas [...]”[87]
- Assentamento (em pedras, objetos, plantas, etc): É o local onde seu Orixá ou Exú é depositado. "O assentamento não “representa” o Orixá, o Acutá é o/a Orixá".[88] O “Acutá não remete para um poder que do além se faz representar num mediador simbólico. O Acutá – esta pedra sagrada aqui e agora – já carrega de imediato a totalidade do ser da divindade. Esta pedra sagrada, aqui e agora, é o Xangô, o Ogum, a Iemanjá”.[89]
- Descarrego é o nome dado a rituais para limpeza espiritual ou livrar-se de cargas negativas, podem ser banhos com ervas especiais[90] como a guiné,[91] espada-de-ogum[80] etc. ou rituais como a roda de fogo" que usa pólvora.[92]
- Batismo, como ocorre em muitas outras religiões, só pode ser realizado por líderes religiosos, no caso o babalorixá ou a ialorixá.[93]

### Hino
Originalmente com o título de Refletiu a Luz Divina, tem autoria atribuída a José Manoel Alves. No Segundo Congresso Nacional de Umbanda, em 1961 no Rio de Janeiro, a música foi oficialmente reconhecida como o Hino da Umbanda.

Refletiu a luz divina
Em todo seu esplendor
É do Reino de Oxalá
Onde há paz e amor
Luz que refletiu na Terra
Luz que refletiu no Mar
Luz que veio de Aruanda
Para tudo iluminar
Umbanda é paz e amor
Um Mundo cheio de luz
É a força que nos dá vida
E a grandeza nos conduz
Avante filhos de fé
Como a nossa lei não há
Levando ao mundo inteiro
A bandeira de Oxalá.

## Organização

### Espaço físico

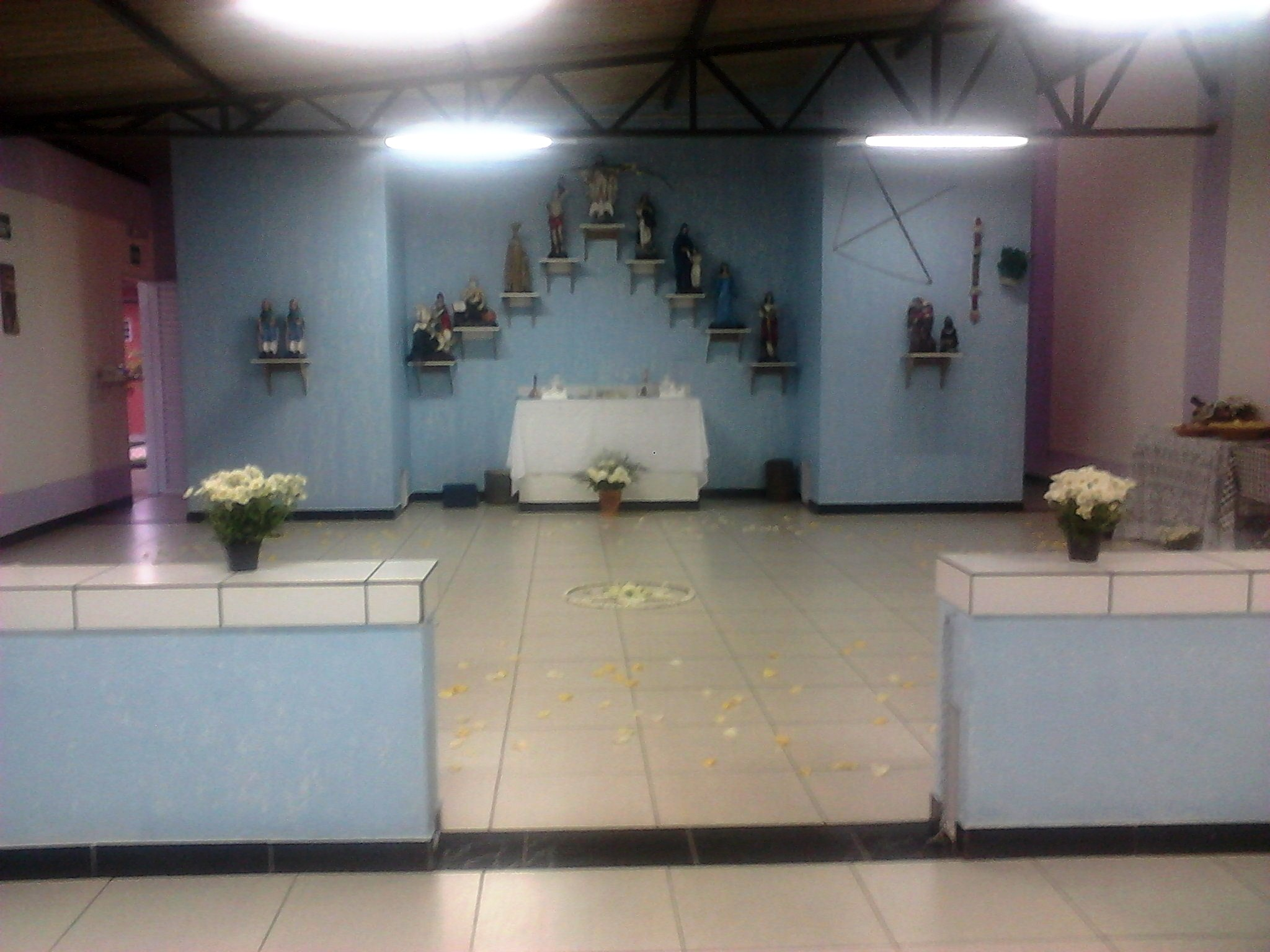
Vista de um Congá

A parte física de um terreiro de umbanda contém seis elementos fundamentais: 
- Peji (do fon "Kpeji"): É o Quarto de Santo, uma peça onde se encontra o Congá.
- Congá: O altar, dentro do Quarto de Santo, onde se localizam as imagens e onde estão assentados os Orixás.
- Assentamento: "O assentamento não “representa” o Orixá, o Acutá é o/a Orixá".[88]
- Porteira ou Tronqueira
- Cruzeiro das Almas ou Casa das Almas[96]

### Hierarquia

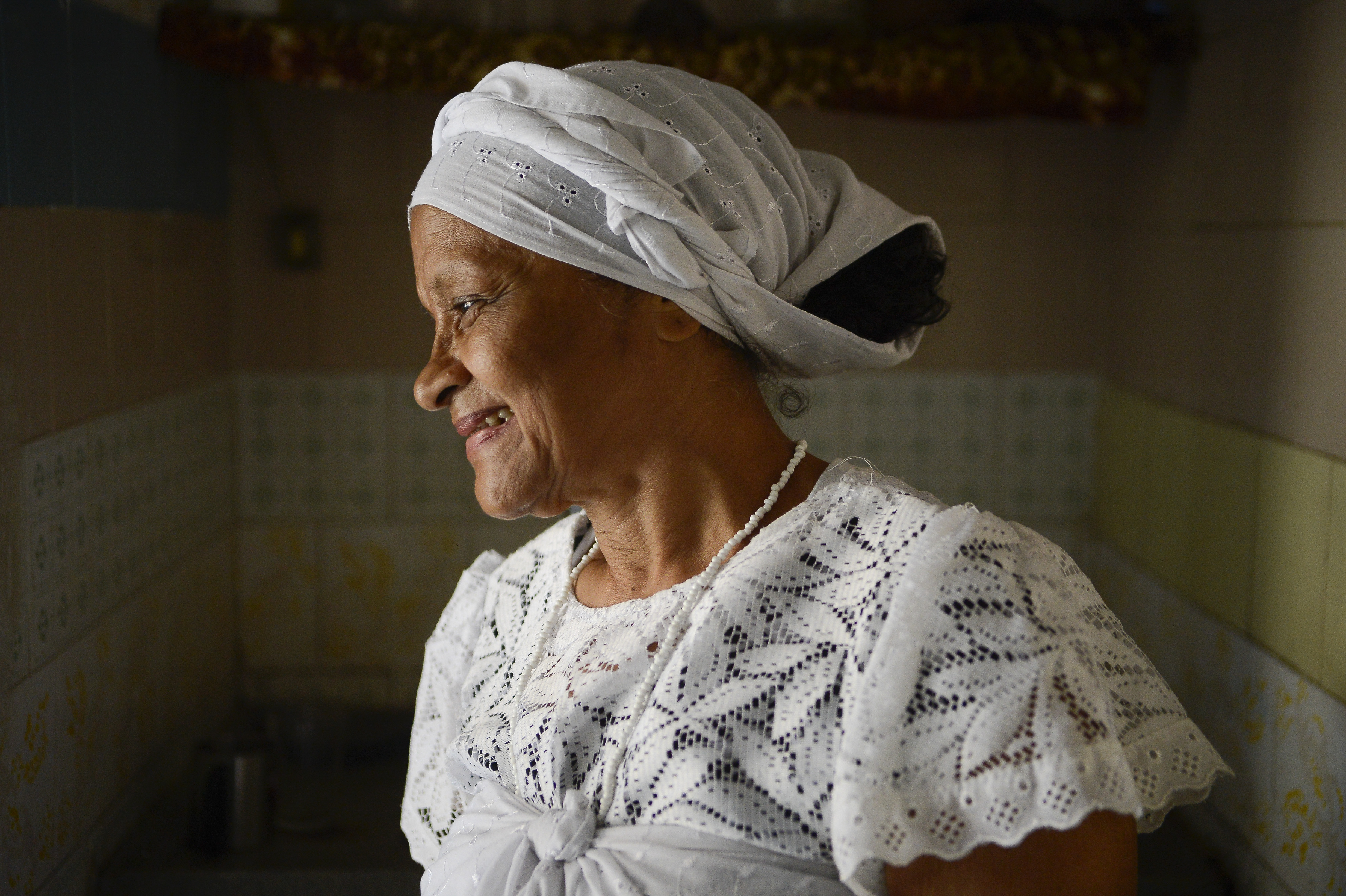
Maria da Guia, médium do terreiro Tenda Espírita Vovó Maria Conga de Aruanda

A hierarquia na Umbanda varia dependendo da quantidade de membros, de modo que pode dividir-se em um grupo administrativo e grupo espiritual além de variar de acordo com o tipo de Umbanda (de Nação, Esotérica etc).
Os templos de Umbanda não possuem uma uniformidade quanto às hierarquias, pois sendo diversificada tanto quanto na ritualística seus títulos e cargos podem ser variados entre si. A hierarquia da linha de Nagô é a mais comum, existindo muitas variações dessa.
Birman vai dizer o seguinte a respeito da fluidez organizacional da Umbanda:
No plano da organização social, a religião umbandista pode ser considerada um agregado de pequenas unidades que não formam um conjunto unitário. Não há, como na Igreja Católica, um centro bem estabelecido que hierarquiza e vincula todos os agentes religiosos. Aqui, ao contrário, o que domina é a dispersão. Cada pai-de-santo é senhor no seu terreiro, não havendo nenhuma autoridade superior por ele reconhecida. Há, portanto, uma multiplicidade de terreiros autônomos, embora sejam unidos na mesma crença, havendo também um esforço permanente por parte dos líderes umbandistas no sentido de promover uma unidade tanto doutrinária quanto na organização. Criam federações, tentam estabelecer formas de relacionamento entre os vários centros decisórios, tentam enfim enfrentar a dificuldade de conviver simultaneamente com formas de organização dispersas e tentativas de centralização.
Contudo, seguem abaixo as divisões hierárquica catalogadas, registradas e apresentadas por Tancredo da Silva Filho:

#### Linha de Nagô[nota 2][101]
- Sacerdote (babalorixá/pai de santo)[100] e Sacerdotisa (ialorixá/mãe de santo)[100] : responsáveis por toda a atividade espiritual que ocorre no terreiro, como iniciar, conduzir e encerrar as giras e estabelecer as ordens e doutrinas passadas pelo astral.[100]
- Iaô (Pai Pequeno e mãe pequena): responsáveis na ausência dos pai ou mãe, têm os mesmos ensinamentos e participam de todos os rituais.[100]
- Abiã ou assistência: são as pessoas que começam a frequentar o terreiro sem que sejam iniciadas.[100]
- Iabacê ou cozinheiro de santo: é o iaô encarregado de preparar as comidas ritualísticas. Na Umbanda, apesar de ser um cargo não muito comum na maioria dos terreiros, o trabalho é bem mais simples que no candomblé.[100]
- Ogãs
  - Ogã Axogum (ogã de corte ou mão de faca): é o ogã que tem o poder da mão de faca, ou seja, é quem tem a autorização perante o pai de santo e dos orixás para realizar qualquer matança (sacrifício de animais).[100] Não são todos os terreiros de umbanda que possuem tal função, pois muitos deles não aceitam a imolação (sacríficio) animal.
  - Ogã Alabê (Yatabaxê, curimbeiro ou atabaqueiro): responsável pela curimba e instrutor dos toques de atabaques.[102][100] É também responsável por tocar e cantar os pontos cantados nas giras além do ensino a novos ogãs.[100]
- Filhos de santo (Médiuns)[100]
  - Médium iniciante: médiuns que ainda não incorporam, sendo às vezes colocados como cambonos até adquirirem experiência.
  - Médium em desenvolvimento: médiuns em processo de desenvolvimento.
  - Médium de trabalho: médiuns que prestam consultas nas giras de atendimento e já passaram por todos os preceitos e obrigações (batismo, amaci e coroação).
  - Cambono: médium designado a auxiliar a entidade trabalhando como um intérprete entre a entidade e o consulente.[100]

#### Linha de Angola[101]
- Otata: sacerdote chefe do terreiro.
- Otata ti inkice: o sacerdote que "faz" o santo.
- Mamêto: mãe de inkice/mãe de santo.
- Muzenza: filha de santo, no gonzemo (santuário).
- Sarapabé: cambono.

#### Linha de Omoloko[101]
- Tata: sacerdote-chefe do terreiro.
- Ganga: sacerdote.
- Ginja: sacerdotiza.
- Macóta: ajudante do ganga.
- Macamba: filho do terreiro feito.
- Camba: adepto/assistência.
- Cóta: zeladora do santo.
- Ogan (Ogã):
  - Ogã colofé: ogã de confiança.
  - Ogã de atabaque: ogã de tambor.
  - Ogã do terreiro: ogã responsável pelo terreiro.
- Samba: dançarina sagrada.
- Kambone (Cambone): auxiliar, com os nomes de cambono de ebó e cambono de gira.
- Iabá: cozinheira ritualística.

#### Linha de Cambinda[101]
- Ganga: sacerdote-chefe do terreiro.
- Tata: sacerdote.
- O restante: igual a Linha de Omoloko.

#### Linha de Gêge[101]
- Vodúno: o sacerdote chefe.
- Vodunci: filha de santo.

#### Linha de Cáritas
- Embanda: o chefe.
- Cassuêto: médium mais desenvolvido.
- Tempo-cassuêto: médium a se desenvolver.
- Kambone (Cambone): ajudante, que abre e fecha a gira.
- Ogan (Ogã): Tamboreiro, que canta e "puxa os pontos".

## Ramificações

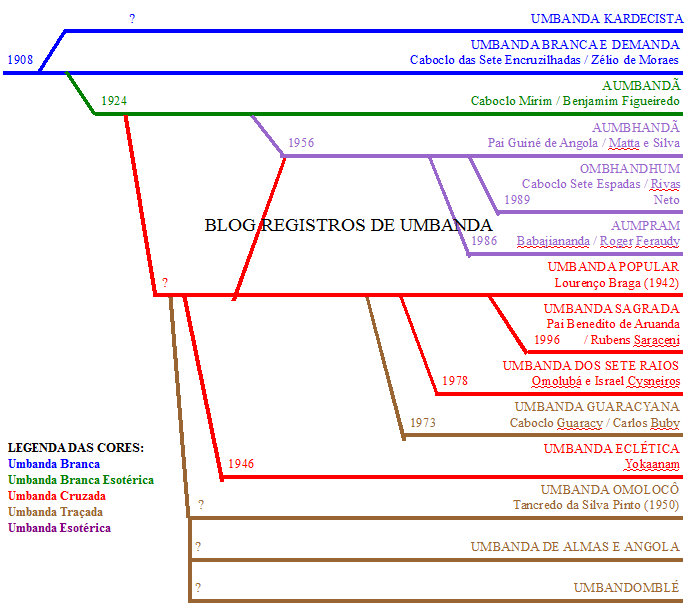
Vertentes da Umbanda

A umbanda possui ramificações que se diferenciam em rituais, métodos, hierarquia, etc. Mesmo pertencendo a um mesmo grupo, estudiosos concluem que a religião é extremamente diversificada sendo quase impossível encontrar um terreiro totalmente semelhante ao outro.[carece de fontes?] Originalmente, a Umbanda surgiu a partir da Cabula. Simultaneamente surgiram quatro vertentes: Umbanda popular, Umbanda branca e demanda, Umbanda Almas e Angola e Umbanda Omolokô. Todavia, considera-se a vertente iniciada por Zélio Fernandino de Moraes como sendo a primeira. Entre as vertentes mais conhecidas estão:

### Branca, de Cáritas e Mirim[nota 4][nota 5]

#### Branca
Também chamada Alabanda; Linha Branca de Umbanda e Demanda; Umbanda Tradicional; Umbanda de Mesa Branca; Umbanda de Cáritas; e Umbanda do Caboclo das Sete Encruzilhadas, é a primeiras vertente que se organizou como estrutura religiosa, iniciada pelas entidades Caboclo das Sete Encruzilhadas, Pai Antônio e Orixá Malê, através do médium Zélio Fernandino de Morais e pela ala elitista e embranquecida da Macumba do Rio de Janeiro que tinha a intenção de retirar da mesma os elementos iorubás, considerados pelo seu racismo como "primitivos" e "selvagens". Baseia-se nos princípios da caridade e fraternidade do iluminismo. Cultua Caboclos, Preto-Velhos e Crianças, mas renega Exus, tidos como espíritos caídos, que possuem papel somente em descarregos. Não há giras de Exus e os mesmos não dão consultas. Como se vê, a vertente não é adepta das práticas africanas, porém nla se usam guias, fumo, defumadores, etc. Vinculada aos princípios espíritas do Kardecismo, os cantos são cantados à capela sem palmas. É considerada por muitos como a primeira a ter-se organizado em estrutura religiosa, é uma reformulação dos rituais da macumba/cabula sob uma visão influenciada pelo Espiritismo, mas não se atendo a esse.

#### Cáritas
Chama-se Umbanda de Cáritas os centros oriundos da Umbanda Branca e Demanda que, possuindo ainda mais influência do Espiritismo e do catolicismo, abrem as suas reuniões com a Prece de Cáritas, além de não trabalhar com Exus e Pombajiras, nem utilizar fumo, álcool, pontos cantados e atabaques. Nessa vertente não há qualquer culto aos Orixás que, quando aparecem, é em extremo sincretismo com santos católicos.

#### Mirim[112]
A umbanda mirim, ou ainda Aumbandã e Escola da Vida, é outra das vertentes que excluiu elementos africanos, ainda que não sincretize santos católicos. Foi fundamentada pelo médium Benjamin Gonçalves Figueiredo (26 de dezembro de 1902 – 3 de dezembro de 1986), no Rio de Janeiro, RJ, em 13 de março de 1924, com a fundação da Tenda Espírita Mirim. Ainda que sem sincretismo católico, seus Orixás (nove: Oxalá, Ogum, Oxóssi, Xangô, Obaluaiê, Iemanjá, Oxum, Iansã e Nanã) foram reinterpretados de maneira totalmente distinta e desvinculada das tradições africanas. Possui sete linhas de trabalho: de Oxalá, de Iemanjá (onde inclui Iemanjá, Oxum, Iansã, Nanã), de Ogum, de Oxóssi, de Xangô, do Oriente (onde agrupa as entidades orientais) e de Yofá (onde agrupa os Pretos-Velhos e as Pretas-Velhas). Não há gira para Exus e Pomba-giras, pois esses são considerados sendo exclusivamente Quimbandeiros.

### Popular
Umbanda popular, também chamada umbanda cruzada e umbanda mística, é uma das primeiras vertentes da Umbanda, sendo a mais popular e aberta a sincretismos. Sua origem se encontra nas antigas casas de Macumba dos morros e comunidades do Rio de Janeiro que mantiveram seus rituais originais. Utiliza-se de ritos africanos, católicos, ocultistas e, em baixo grau, espíritas. É a vertente mais flexível em termos ritualísticos e de costumes. Foi relegada à marginalidade por umbandistas da elite branca que rejeitavam os rituais mais africanizados.
Há três versões para as linhas de trabalho na Umbanda Popular: Na mais antiga, são consideradas a existência de sete linhas de trabalho: de Oxalá (onde inclui as Crianças), de Iemanjá (onde inclui Iemanjá, Oxum, Nanã), de Ogum, de Oxóssi, de Xangô (onde inclui Xangô e Iansã), do Oriente (onde agrupa as entidades orientais) e das Almas (onde agrupa os Pretos-Velhos e as Pretas-Velhas). Na intermediária, também sete: de Oxalá, de Iemanjá (onde inclui Iemanjá, Oxum, Nanã), de Ogum, de Oxóssi, de Xangô (onde inclui Xangô e Iansã), das Crianças e das Almas (onde agrupa os Pretos-Velhos e as Pretas-Velhas). E, na mais recente, as linha de trabalho dividem-se pelo tipo de entidade: de Caboclos(as), de Pretos(as)-Velhos(as), de Crianças, de Baianos(as), etc.

### Traçadas
Umbanda traçada é um termo guarda-chuva para as vertentes que conservaram maior influência das raízes candomblecistas.
A Umbanda de Almas e Angola também é chamada de Umbanda Traçada por ter esta semelhança característica. É uma das primeiras vertentes, surgida da Umbandização de antigas casas de Cabula e Banto, e utiliza-se, principalmente, de ritos africanos do Banto. Cultua nove Orixás bastante sincretizados ao catolicismo: Oxalá, Ogum, Oxóssi, Xangô, Obaluaiê, Iemanjá, Oxum, Iansã e Nanã, e possui sete linhas de trabalho: de Oxalá, do Povo d’Água (onde inclui Iemanjá, Oxum, Nanã e Iansã), de Ogum, de Oxóssi, de Xangô, das Beijadas (onde agrupa as Crianças) e das Almas (onde inclui Obaluaiê e agrupa os Pretos-Velhos e as Pretas-Velhas).
A umbanda omolocô, também pode ser conhecida como Umbanda Traçada, devido às semelhanças em termos de influência tradicional africana. Seu culto, também antigo, foi sistematizado a partir da década de 1950 no Rio de Janeiro por Tata Tancredo da Silva Pinto. Sua origem se encontra nas antigas casas de cabula banto e Omolocô, sendo um culto africanista aos Orixás, aos guias e Linhas da Umbanda bem similar e próximo ao candomblé, ainda que havendo forte sincretismo presente.
O Umbandomblé são casas oirundas da umbandização de antigas casas de candomblé, notadamente as de Candomblé de Caboclo, já desde os primórdios. Em alguns casos, o mesmo pai-de-santo (ou mãe-de-santo) celebra tanto as giras de Umbanda quanto o culto do Candomblé, porém em sessões diferenciadas por dias e horários. O sincretismo com santos católicos é mínimo, sendo os Orixás fortemente vinculados às tradições africanas, principalmente as da nação Ketu, podendo inclusive ocorrer a presença de outras entidades no panteão que não são encontrados nas demais vertentes da Umbanda (Oxalufã, Oxaguiã, Ossain, Obá, Ewá, Logun-Edé, Oxumaré). Considera-se como linha de trabalho cada tipo de entidade: de Caboclos(as), de Pretos(as)-Velhos(as), de Crianças, de Baianos, etc, e os trabalhos são realizados por vários tipos de entidades como Falangeiros de Orixá, Caboclos(as), Pretos(as)-Velhos(as), Crianças, Boiadeiros, Baianos(as), Marinheiros, Sereias, Ciganos(as), Exus, Pombagiras e Malandros(as). Embora a roupa branca seja a vestimenta principal dos médiuns, essa vertente aceita o uso de roupas de outras cores pelas entidades, bem como o uso de complementos (tais como capas e cocares) e de instrumentais próprios (espada, machado, arco, lança, etc.). Nela encontra-se o uso de guias, imagens dos Orixás na representação africana, fumo, defumadores, velas, bebidas e atabaques nos trabalhos. Nesta vertente também são utilizadas algumas cerimônias de iniciação e avanço de grau semelhantes à forma como são realizadas nos Candomblés, incluindo o sacrifício de animais, podendo ser encontrado, também, curimbas cantadas em línguas africanas (banto ou iorubá).

### Outras vertentes
- Umbanda de caboclo: tem influência da cultura indígena brasileira, trabalhando com caboclos. Não trabalha com orixás.
- Umbanda esotérica: seu maior difusor foi W.W. da Matta e Silva (Mestre Yapacany), considerada como um conjunto de leis divinas.[116]
- Umbanda iniciática: derivada da Umbanda esotérica, foi fundada por Pai Francisco Rivas Neto (Mestre umbanda Yamunisiddha Arhapiagha), com influência iniciática oriental,como uso de mantras indianos e do Sânscrito e também do candomblé do queto.[117][118]
- Umbanda Sagrada: é a vertente iniciada a partir dos ensinamentos transmitidos por Rubens Saraceni, através de psicografias ditadas por Pai Benedito de Aruanda no início da década de 90.[119] A partir dessa linha surgiram a Associação Umbandista e Espiritualista do Estado de São Paulo e o Curso de Teologia Umbandista (1996). Além das práticas religiosas tradicionais da Umbanda, a vertente também incorpora elementos da espiritualidade oriental.[119] Apesar de ser mais forte no estado de São Paulo, é bem difundida e divulgada no país inteiro através de seus cursos, aulas e vídeos na internet.[119]
- Umbandaime: é o sincretismo entre umbanda e Santo Daime.[120]

Mesmo pontuando tais linhas, de acordo com estudiosos da área, cada terreiro possui sua tradição com modalidades demasiadamente diferenciadas entre si, correspondendo assim apenas a uma parcela dos participantes dessa religião. A umbanda é extremamente aberta e diversificada, apesar de ter seus princípios e bases religiosos.

## Perseguição

### Era Vargas até a década de 1950
Assim como outras religiões afro-brasileiras, a Umbanda sofreu repressão política aberta durante a era Vargas, até ao início de 1950. Uma lei de 1934 colocava estas religiões sobre a jurisdição do Departamento de Tóxicos e Mistificações da polícia de modo que era preciso um registro especial para funcionarem. Durante esses anos vários grupos se mantinham na clandestinidade ou, quando se registravam, procuravam omitir suas ligações ou inspirações africanas registrando-se como sendo apenas "espiritistas".
Em 1946, o escritor Jorge Amado, na época deputado federal pelo Partido Comunista Brasileiro de São Paulo, propôs uma emenda à Constituição garantindo a liberdade de culto no Brasil. O texto foi aprovado, e com isso os terreiros passaram a ter o amparo da lei. Mas a omissão, embranquecimento, ou desafricanização que rejeitava as influências tradicionais africanas já havia sido estabelecida claramente no I Congresso Brasileiro de Espiritismo de Umbanda realizado em 1941, que definiu para seus participantes que a raiz da Umbanda provinha de "antigas religiões e filosofias da Índia". Roger Bastide argumentou que o espiritismo "branqueia" ou "europeíza" a Umbanda, distorcendo suas reais raízes africanas.

### Perseguição do protestantismo neopentecostal
No Brasil, a Umbanda e demais religiões de matrizes africanas sofrem com a intolerância religiosa, sendo as religiões neopentecostais ditas Renovadas de maior intolerância em relação à Umbanda e ao Candomblé.
Em 1997, o bispo Edir Macedo, líder da Igreja Universal do Reino de Deus, lança um livro sobre Orixás, Caboclos e Guias que se tornou leitura obrigatória para evangelicalistas pentecostais, neopentecostais e até mesmo tradicionais. O livro relaciona a Umbanda ao satanismo para tentar dar razão às práticas de "exorcismo" de sua religião. Em 2005, a Justiça Brasileira determinou a retirada de circulação de todos os exemplares do livro por conta de seu teor preconceituoso contra as religiões afro-brasileiras. Mas, um ano depois, o Tribunal Regional Federal da 1ª Região liberou a venda com a justificativa de que a proibição contrariava o princípio da liberdade de expressão, garantido pela Constituição Federal Brasileira.

## Críticas
Alguns Candomblecistas mais tradicionalistas criticam a Umbanda por considerá-la superficial e desconhecer os ritos mais profundos dos cultos aos Orixás, além de criticarem a Umbanda por não separar o culto dos espíritos do culto às entidades, já que o candomblé considera os orixás e deuses como sendo mais puros e de energia mais primordial e que, desse modo, não podem ser maculados pela energia dos espíritos que viveram na Terra.

## Elogios e honrarias

### O Encanto dos Orixás
O teólogo da Teologia da Libertação Leonardo Boff, em seu texto "O Encanto dos Orixás", enaltece a religião dizendo que a umbanda representa a verdadeira brasilidade ao misturar em si as raízes africanas, europeias e indígenas além de colocar em primeiro plano os conselhos dos mais humildes e marginalizados. O teólogo pega emprestado o título do livro escrito pelo diplomata e político brasileiro Flávio Miragaia Perri, que se tornou umbandista após conhecer melhor a religião e sua dinâmica. O diplomata escreveu outros livros acerca do tema.

### Comunidade LGBTQIAPN+
A Umbanda é reconhecida e elogiada pela sua abertura à diversidade sexual. Homens e mulheres homossexuais, bissexuais, heterossexuais, transexuais e afins, são acolhidos em suas diferenças sem nenhuma distinção. Mesmo nos terreiros com maior influência do candomblé, homens e mulheres podem exercer papéis diferentes, mas com dignidade e importância igual. Outro ponto importante é o fato de que pessoas não heterossexuais terem a possibilidade de se tornarem pais ou mães de santo, médiuns, cambonos ou ogãs sem nenhuma distinção. Muitos casais homossexuais casam-se religiosamente pelas mãos de sacerdotes umbandistas.

### Patrimônio imaterial
Em 2016, após os estudos do Instituto Rio Patrimônio da Humanidade (IRPH), a Umbanda se tornou um dos patrimônios imateriais do Rio de Janeiro. O estudo reconheceu a importância da cultura sincrética afro-indígena brasileira, o sincretismo religioso como mola propulsora de vários aspectos sociais de grande impacto sociocultural.
Além disso, o Inventário Nacional de Referências Culturais (INRC) está em processo de reconhecimento de vários terreiros de Umbanda como patrimônios históricos em todo o estado do Rio de Janeiro.

## Leituras complementares
- Arakaki, Ushi (2014). «Becoming Brazilian in Japan: Umbanda and Ethnocultural Identity in Transnational Times». Transnational Faiths. [S.l.]: Routledge
- Brumana, Fernando; Martinez, Elda (1989). Spirits from the Margin: Umbanda in São Paulo. Estocolmo, Suécia: Almqvist and Wiksell Int. ISBN 978-91-554-2498-5
- DaMatta, Roberto (1991). «Religion and Modernity: Three Studies of Brazilian Religiosity». Journal of Social History. 25 (2): 389–406
- Frigerio, Alejandro (2013). «Umbanda and Batuque in the Southern Cone: Transnationalization as Cross-Border Religious Flow and as Social Field». In:  Cristina Rocha and Manuel Arturo Vasquez. The Diaspora of Brazilian Religions. Col: International Studies in Religion and Society. Leiden: Brill. pp. 163–195. ISBN 978-90-04-24603-4. doi:10.1163/9789004246034_008
- Fry, Peter (1978). «Two Religious Movements: Protestantism and Umbanda». Stanford Journal of International Studies. 13
- Hayes, Kelly E. (2008). «Wicked Women and Femmes Fatales: Gender, Power, and Pomba Gira in Brazil». History of Religions. 48 (1): 1–21. doi:10.1086/592152
- Krippner, Stanley (2008). «Learning from the Spirits: Candomblé, Umbanda, and Kardecismo in Recife, Brazil». Anthropology of Consciousness. 19 (1): 1–32. doi:10.1111/j.1556-3537.2008.00001.x
- Markus, Wiencke (2020). «Social Dimensions of Health: Ritual Practice, Moral Orders, and Worlds of Meaning in Brazilian Candomblé and Umbanda Temples». Anthropology of Consciousness. 31 (2): 153–173. doi:10.1111/anoc.12123
- Pröschild, Sybille (2009). Das Heilige in der Umbanda. Geschichte, Merkmale und Anziehungskraft einer afro-brasilianischen Religion. Col: Kontexte. Neue Beiträge zur historischen und systematischen Theologie. Göttingen: Edition Ruprecht. ISBN 978-3-7675-7126-6
- Queiroz, Gregorio José Pereira de (2015). «Umbanda, Music and Music Therapy». Voices: A World Forum for Music Therapy. 15 (1). doi:10.15845/voices.v1i1.780
- Sadzio, Maik (2012). Gespräche mit den Orixás: Ethnopsychoanalyse in einem Umbanda Terreiro in Porto Alegre/Brasilien. Munique: Transkulturelle Edition. ISBN 978-3-8423-5509-5
- Stone, Emma Francis (2015). «Re-enchanting Late Modernity: The Role of Nature in Brazilian Umbanda». Journal for the Study of Religion, Nature & Culture. 9 (4). doi:10.1558/jsrnc.v9i4.20838
- Stone, Emma Francis (2017). «Incorporating Spirit: Ritual Possession in Brazilian Umbanda». Body and Religion. 1 (2). doi:10.1558/bar.29112
- Teisenhoffer, Viola (2018). «Assessing Ritual Experience in Contemporary Spiritualities: The Practice of 'Sharing' in a New Age Variant of Umbanda». Religion and Society. 9 (1). doi:10.3167/arrs.2018.090110